# 野村誠
野村 誠（のむら まこと、1968年10月4日 - ）は、日本の作曲家、鍵盤ハーモニカ奏者、ピアニスト。音楽活動のみならず、美術や演劇などの幅広い分野で活動。しょうぎ作曲という、独自の共同作曲法を開発。自身のワークショップ等で多用する。鍵盤ハーモニカ・オーケストラ「P－ブロッ」のリーダー。NPO法人芸術家と子どもたち理事。コラボシアター・フェスティバルディレクター。

## 経歴
1968年 名古屋生まれ。京都大学理学部数学科卒業。ピアノを遠藤誠津子に師事。作曲は独学。京都大学入学後は即興演奏に明け暮れ、ピアニストの大井浩明とも親しく交わる。友人と結成したバンド「pou-fou」がSMEJのオーディションでグランプリを受賞、CDデビュー。NHKの音楽番組「私達新音楽人です」にも出演。
1994年 ブリティッシュ・カウンシルの助成金を得て、渡英。ヨーク大学を拠点にイギリス各地で音楽活動。1995年に帰国後、鍵盤ハーモニカを用いた路上演奏を始める。
1996年 JCC ART AWARDSの現代音楽部門最優秀賞を受賞。
1997年 国立武蔵野学院で音楽を指導。1998年 富山大学非常勤講師（現代文化）。
1999年 さくら苑にてお年寄りとの共同作曲をはじめる。長期プロジェクトになり、朝日新聞の「天声人語」にも掲載。
2001年 京都女子大学児童学科講師、立教大学非常勤講師。
2002年 東京藝術大学音楽環境創造科非常勤講師。2003年 第1回アサヒビール芸術賞受賞。
2005年 横浜トリエンナーレに出品。2006年 NHK教育テレビ「あいのて」音楽・音響監修。
2012年から開催された釜ヶ崎芸術大学で講師を務める。

## 代表作

### ピアノ曲
- たぬきときつね
- ONIの衰退（全5楽章）
- たまごをもって家出する
- DVがなくなる日のためのインテルメッツォ（クラリネット版も）
- 2台ピアノのための「ナマムギ・ナマゴメ」
- 2台ピアノのための「パニック青二才」

### 鍵盤ハーモニカ
- 八重奏「神戸のホケット」
- 五重奏「あたまがトンビ」
- 鍵ハモ・ミュージカル「でみこの一生」（P-ブロッによる共同制作）

### アコーディオン
- 誰といますか？
- アコーディオンとピアノのための「ウマとの音楽」
- 「ブログ音楽」（鶴見幸代と共同作曲、20曲から成るアコーディオンの小品集）
- アコーディオンとピアノの「動物の演劇」（山下残演出の舞台のための音楽）

### オルガン
- 電子オルガンのための「FとIはささいなことでけんかした」
- 組曲「オルガンスープ」

### 室内楽・合奏
- クラリネット、箏、パーカッション、マリンバ、コントラバスのための「自閉症者の即興音楽」
- マリンバとピアノのための「くつがえさー音頭」
- マリンバとピアノのための「てぬき」
- 「宇宙ですてぃにー　ワニバレエ」（京都・平盛小学校で4年生とアーティストによる）
- でしでしでし

### 管弦楽
- ピアノ協奏曲「だるまさん作曲中」
- 弦楽四重奏「アートサーカス」
- 弦楽四重奏「ズーラシア」
- しょうぎ交響曲第1番「ちんどん人生」、第2番「どこ行くの」、第3番「開館」

### ガムラン
- 踊れ!ベートーヴェン
- せみ
- ペペロペロ
- さるう（ワークショップ参加者と）
- だいんだいん（ワークショップ参加者と）
- 青ダルマどん（ワークショップ参加者と）
- ガムラン楽舞劇「桃太郎」
- タリック・タンバン（サントリーホールサマーフェスティバル2023）

### 箏・和楽器
- 箏曲「押亀のエテュード」
- 箏曲「りす」
- 箏アンサンブル「せみbongo」
- 三味線と箏と笙と打楽器による 「つん、こいつめ」

### 総合音楽劇
- ホエールトーン・オペラ（日英のアーティストと宮城・大河原町周辺の住民による）
- 演劇交響曲第一番「十年音泉」 （野村は総合監修）

### 野村幸弘との映像作品
- 「学校の音楽」
- 「体育館の音楽」
- 「屋上の音楽」
- 「城址公園の音楽」
- 「武家屋敷の音楽」
- 「モダンアートの音楽」
- 「ズーラシアの音楽」
- 「取手の音楽」

など

### その他のプロジェクト
- 小学生とのワークショップ「火の音楽会」（神戸市立自然の家）
- インプロピクニック
- 仕掛けあいプロジェクト「あーだ・こーだ・けーだ（ACD）」（取手アートプロジェクト2006）

## 個展
- 音楽ノ未来・野村誠の世界（計4回、2003～2006、滋賀県・碧水ホール）

## エピソード
小学生時代、学校の作文で尊敬する人にバルトークをあげ、怪しまれる。
天文少年で、当時は毎日望遠鏡で空の星を観察していた。
高校時代、作曲家の戸島美喜夫を訪ね、音大受験のためのレッスンを受けようと思う。しかし、戸島に「先生に言われた通りに曲を直すようでは、一流にはなれない」と言われ、音大を受験しないことを決意した。
お年寄りとの共同作曲が注目され新聞、雑誌、テレビなど様々なメディアで話題になり、最初は嬉しいと思ったが、活動が誤解されてしまいそうな記事、勉強不足で取材に来る記者などにうんざりしたという。そんな中で、NHKアナウンサー野方正俊は「野村さんとは、台本を見ずに自由に話をしたい」と生放送にもかかわらず、台本を全く見ずにインタビューをし、野村を喜ばせた。

## CD
- しょうぎ交響曲の誕生～しょうぎ作曲の現在とオーケストラの新潮流（山口情報芸術センター）
- せみ（Steinhand）
- P-ブロッ（P-ブロッ自主制作）鍵盤ハーモニカアンサンブル「P-ブロッ」の作品集。
- INTERMEZZO（エアープレーンレーベル）　カウンセラー草柳和之からの委嘱による。

## 著書
- 路上日記（ペヨトル工房）
- 老人ホームに音楽がひびく～作曲家になったお年寄り（晶文社）　大沢久子との共著。
- 音・リズム・からだ（民衆社）　林加奈＋鈴木潤との共著（服部敬子解説）。
- 即興演奏ってどうやるの（あおぞら音楽社）　CD付、片岡祐介との共著。

ほか、雑誌等への寄稿多数。